# Franciszek Jaworski

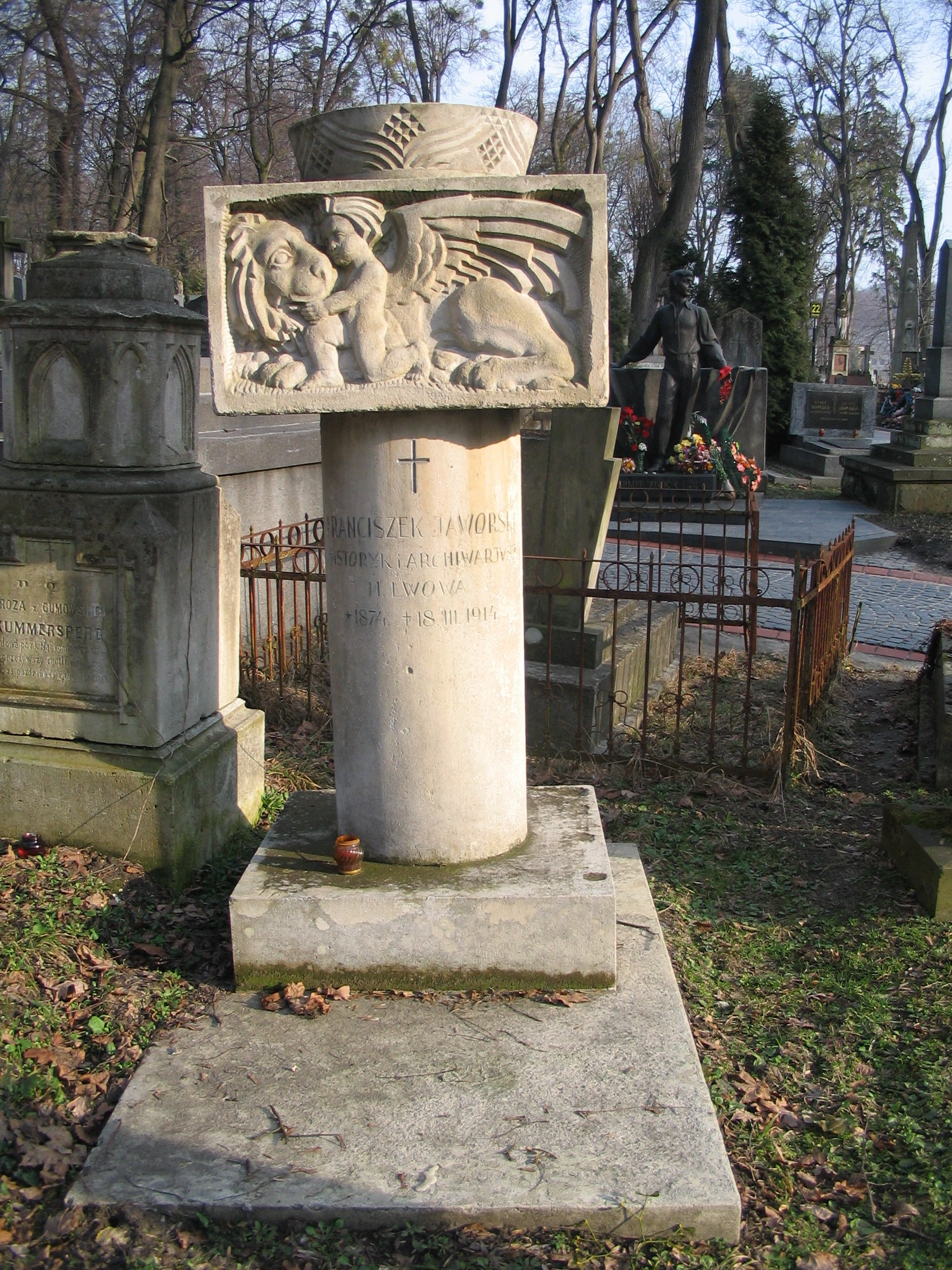
Grób Franciszka Jaworskiego

Franciszek Jaworski (ur. 21 listopada 1873 w Gródku, zm. 18 marca 1914 we Lwowie) – polski historyk, dziennikarz, publicysta, pisarz, archiwista i kolekcjoner.

## Życiorys
Wywodził się z rodziny mieszczańskiej w rodzinnym Gródku. Ukończył gimnazjum we Lwowie, gdzie został absolwentem studiów na Wydziale Prawa Uniwersytetu Lwowskiego. Podjął pracę w Magistracie Lwowa jako praktykant konceptowy, lecz opuścił to stanowisko i został dietariuszem w archiwum miejskim. W 1909 został mianowany archiwariuszem miejskim we Lwowie.
Z zamiłowania historykiem. Był jednym z założycieli Towarzystwa Miłośników Przeszłości Lwowa (1906) i Biblioteki Lwowskiej, w której towarzystwo to publikowało prace historyczne. 
Zmarł na gruźlicę w wieku niespełna 41 lat. Pochowany na cmentarzu Łyczakowskim.

## Publikacje
Pisał felietony drukowane w „Kurjerze Lwowskim”. Opublikował szereg prac poświęconych historii Lwowa:
- Ratusz lwowski (1906)
- Królowie polscy we Lwowie (1907)
- Cmentarz grodecki (1908)
- Nobilitacja Lwowa (1909)
- Lwów za Jagiełły (1910)
- Uniwersytet lwowski (w wersji elektronicznej ) (1912)

oraz zbiory szkiców z przeszłości Lwowa:
- Lwów stary i wczorajszy (fragmenty w wersji elektronicznej , , ) (1910)
- Masonerja we Lwowie (w Kurjerze Lwowskim, 1914)
- O szarym Lwowie (pośmiertne wydanie z 1917).